# In Concert, Zürich, October 28, 1979
Albums de Gary Burton
Times Square
(1978) Easy As Pie
(1980)
In concert Zurich, October 28, 1979 est un album live du duo formé du vibraphoniste Gary Burton et du pianiste Chick Corea enregistré en octobre 1979 et commercialisé en 1980.

## Liste des titres
| No  | Titre                             | Musique            | Durée |
| --- | --------------------------------- | ------------------ | ----- |
| 1.  | Senor Mouse                       | Chick Corea        | 9:51  |
| 2.  | Bud Powell                        | Chick Corea        | 8:30  |
| 3.  | Crystal Silence                   | Chick Corea        | 11:52 |
| 4.  | Tweak                             | Chick Corea        | 5:58  |
| 5.  | I'm Your Pal                      | (Gary Burton Solo) | 6:58  |
| 6.  | Love Castle                       | (Chick Corea Solo) | 14:35 |
| 7.  | Falling Grace                     | Steve Swallow      | 5:04  |
| 8.  | Mirror, Mirror                    | Manfred Eicher     | 5:26  |
| 9.  | Song to Gayle                     | Chick Corea        | 6:57  |
| 10. | Endless Trouble, Endless Pleasure | Steve Swallow      | 4:48  |